# Gottlob Walz
Gottlob Walz (29 de junio de 1881, murió en 1943) fue un saltador (natación) alemán que participó en los Juegos Olímpicos de Londres 1908.
Walz ganó la medalla olímpica de bronce en el salto de trampolín en los Juegos Olímpicos de Londres 1908. Terminó empatado en el tercer lugar en dicha competencia en  detrás de sus compatriotas Albert Zürner y Kurt Behrens.
Dos años antes, en los Juegos Olímpicos intercalados de 1906 en Atenas, ganó en salto de plataforma de 10 metros.